# فرودگاه خوآن اچ. وایت
فرودگاه خوآن اچ. وایت (به انگلیسی: Juan H. White Airport) (به زبان بومی: Aeropuerto Juan H. White) یک فرودگاه همگانی با کد یاتا CAQ است که یک باند فرود آسفالت دارد و طول باند آن ۱۱۵۶ متر است. این فرودگاه در کشور کلمبیا قرار دارد و در ارتفاع ۵۳ متری از سطح دریا واقع شده‌است.